# 앤 T54
앤 T54(& T54)은 LG전자가 2007년 8월 30일에 출시한 포터블 미디어 플레이어이다.